# Papà (film 1915)
Papà è un film muto italiano del 1915 diretto da Nino Oxilia.

## Trama
Il conte di Larzac decide di abbandonare la noiosa vita da scapolo, licenzia le sue quattro amanti e va a riprendere il proprio figlio cosiddetto "naturale" Giovanni, che era in tutela presso l'abate Jocasse, nel paesino (immaginario) di Gerac, nella Francia rurale. Non che Giovanni avesse bisogno di una particolare tutela, perché, a 20 anni compiuti, di lì a un anno sarebbe stato di maggiore età (secondo le leggi del tempo). Jorasse chiede al conte di lasciargli qualche giorno di tempo per preparare il giovane al cambiamento di vita, dopo di che lo avrebbe istradato verso Parigi, città di residenza di Larzac.
A Gerac, Giovanni da qualche tempo fa la corte a Georgette Coursan, ed è, a sua insaputa, amato invece dalla pastorella Giovanna Aubrin. Prima di partire per Parigi Giovanni chiede a Georgette di prendersi una breve pausa di riflessione e poi fargli sapere, per lettera, se intende sposarlo oppure no. Giunto nella capitale, e dopo aver ricevuto risposta positiva da Georgette, Giovanni esterna al padre la propria intenzione di sposare la ragazza, ma il conte Larzac si oppone risolutamente. Giovanni, contrariato, torna quindi al paese.
Mentre lui torna, Georgette stessa parte per Parigi e si presenta a Larzac. Dopo averla incontrata, inspiegabilmente il conte si dimostra ben disposto ad accogliere la giovane nella famiglia, ed entrambi ripartono per Gerac. Qui, per una serie di vicende imprevedibili – e invero invisibili – Georgette, pienamente consenziente, ed anzi felice, si ritrova nelle braccia del conte Larzac, mentre Giovanni, parimenti contento, si volge alla bella Giovanna Aubrin, che lo aspetta con il classico agnellino in braccio.

## Produzione
Il regista Nino Oxilia aveva assistito al Théâtre du Gymnase Marie-Bell di Parigi alla commedia in tre atti Papa di Robert de Flers e Gaston de Caillavet, del 1911, sulla quale il film è basato. Pina Menichelli, che più avanti – con i film Il fuoco (1915) e Tigre reale (1916), entrambi a regia di Giovanni Pastrone - si specializzerà nel ruolo di femme fatale, qui è ancora nei panni di una innocente ragazza di campagna.
La restaurazione del film è stata intrapresa a cura del Museo nazionale del cinema di Torino ed è stata realizzata presso il laboratorio "L'immagine ritrovata" della Cineteca di Bologna nel 2012; la pellicola risultante ha una lunghezza di 580 metri.

## Distribuzione
Il film, ottenuto il visto di censura il 21 aprile 1915,  è uscito nelle sale cinematografiche italiane (Roma) il 7 ottobre dello stesso anno.
Papà è visionabile su Vimeo.